# زبان یهودی-گلپایگانی
یهودی-گلپایگانی زبان جامعه یهودیان ساکن در گلپایگان در غرب استان اصفهان، ایران بود. نخستین نشانه‌ها از حضور جوامع یهودی در این منطقه تقریباً مربوط به سال ۷۵۰ پیش از میلاد است.
در پی انحطاط و ادغام جامعه یهودیان ایرانی در میانه قرن بیستم، استفاده از این زبان به مرور کم شد و بازماندگان آن در ایران شروع به سخن گفتن به فارسیهود، یهودی-همدانی و فارسی کردند. زبان گروه‌های مهاجر به ایالات متحده آمریکا و اسرائیل هم به مرور با انگلیسی و عبری جابه‌جا شد.
زبان یهودی-گلپایگانی همانند سایر زبان‌های یهودی دارای مقدار زیادی وام‌واژه از عبری بود و به گونه‌ای از الفبای عبری نوشته می‌شد.